# Pullman City Harz

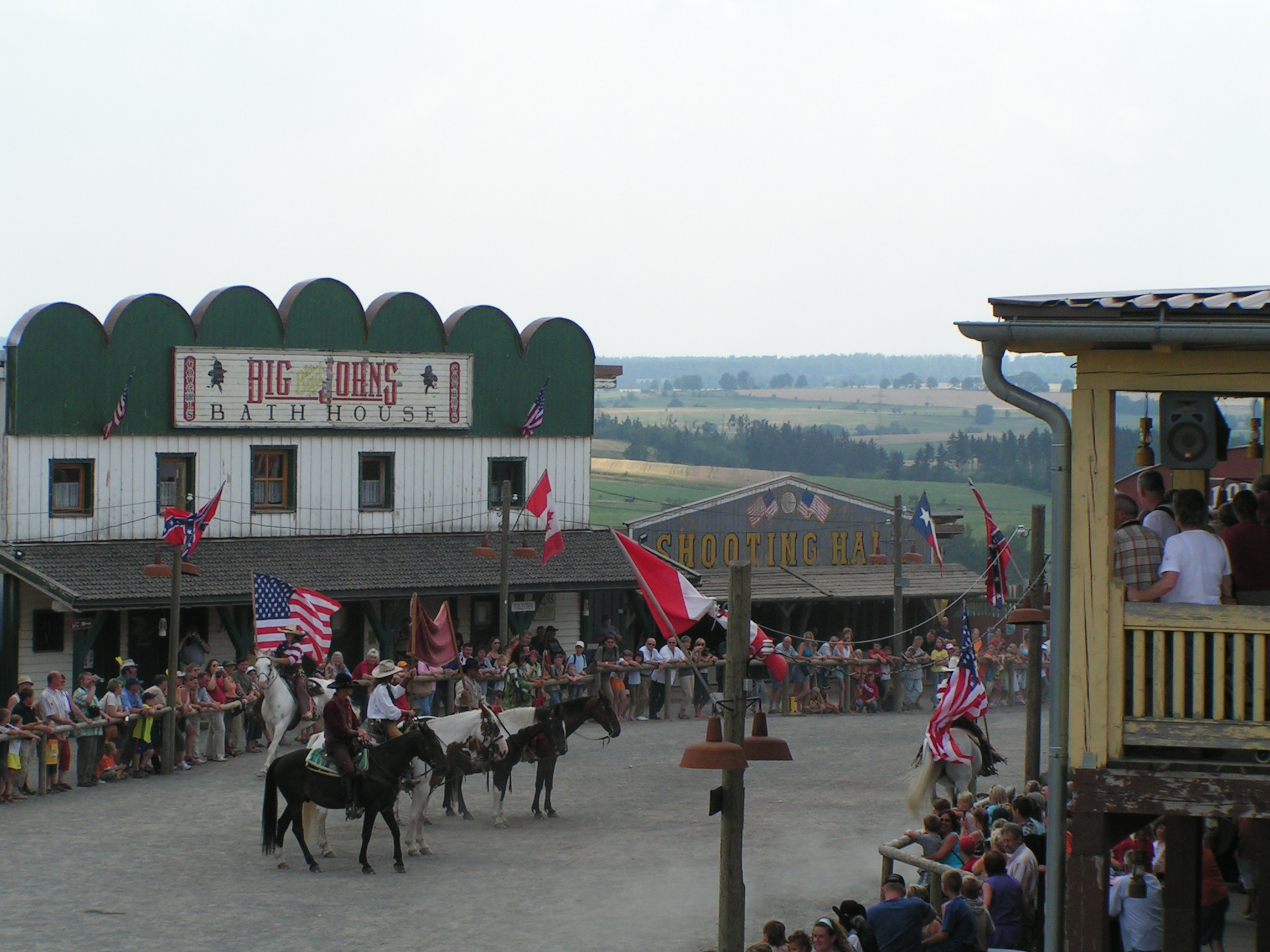
Westernstadt Pullman City Harz

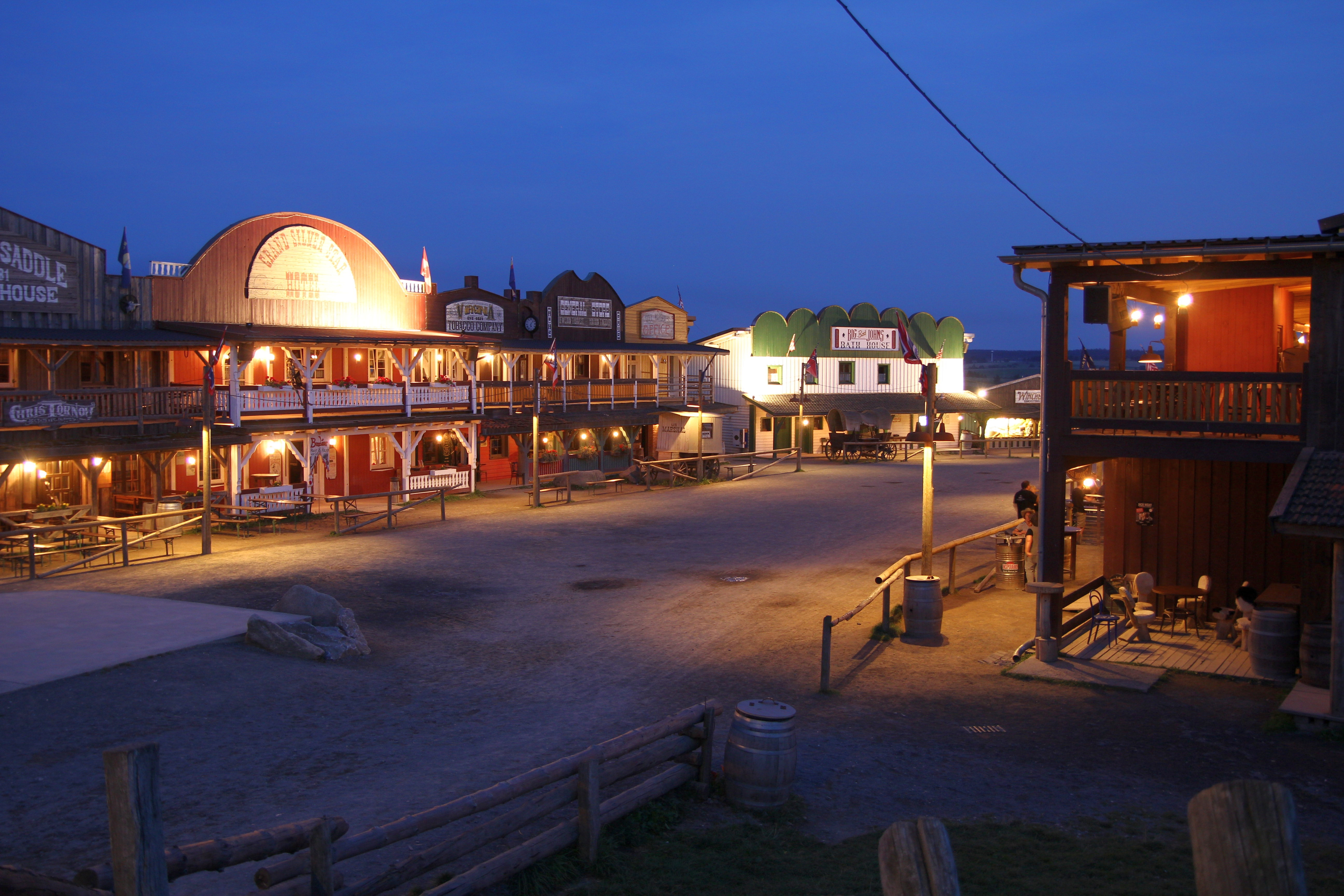
Pullman City Harz am späten Abend

Pullman City Harz ist ein Themenpark im Ortsteil Hasselfelde der Stadt Oberharz am Brocken in Sachsen-Anhalt, und nach eigenen Angaben mit 200.000 m² die größte Westernstadt Deutschlands.

## Geschichte
Die Eröffnung von Pullman City Harz fand im Jahr 2000 statt. Es war nach dem 1997 eröffneten Pullman City in Eging am See (Bayern) der zweite zum Unternehmen gehörende Park. Aus diesem Grund findet sich gelegentlich auch die Bezeichnung Pullman City 2. 
Der Name Pullman City geht auf den Sattel Pullman der Continental Saddlery in den USA zurück, den der Gründer Peter Meier besaß und nach dem auch ein Verein, dessen Vorsitzender er war, benannt wurde.
Mit rund 200.000 Besuchen im Jahr hat sich Pullman City Harz zu einem wichtigen Anziehungspunkt der Urlaubsregion Harz entwickelt.

## Aufbau
Auf dem Gelände befindet sich ein im Stile des wilden Westens aufgebauter Straßenzug, die sogenannte Main Street. Die Häuser beinhalten verschiedene Geschäfte, Gastronomie, Unterhaltungsangebote und ein Hotel. Weitere ähnlich genutzte Gebäude finden sich über das gesamte Gelände verteilt, darüber hinaus Spielplätze, Ferienhäuser, Ausstellungen, Stallgebäude und Außengehege. Stilistisch an die dargestellte Zeit und Gegend angepasst, ist Holz der dominierende Baustoff. 
Ein Bereich des Geländes ist langfristig an Privatpersonen vermietet, die dort, ebenfalls in optisch zeitgerechten Unterkünften, ihrem Hobby nachgehen können.
Direkt neben dem Park befindet sich ein zum Park gehörender Luftlandeplatz für Ultraleichtflugzeuge.

## Unterhaltung

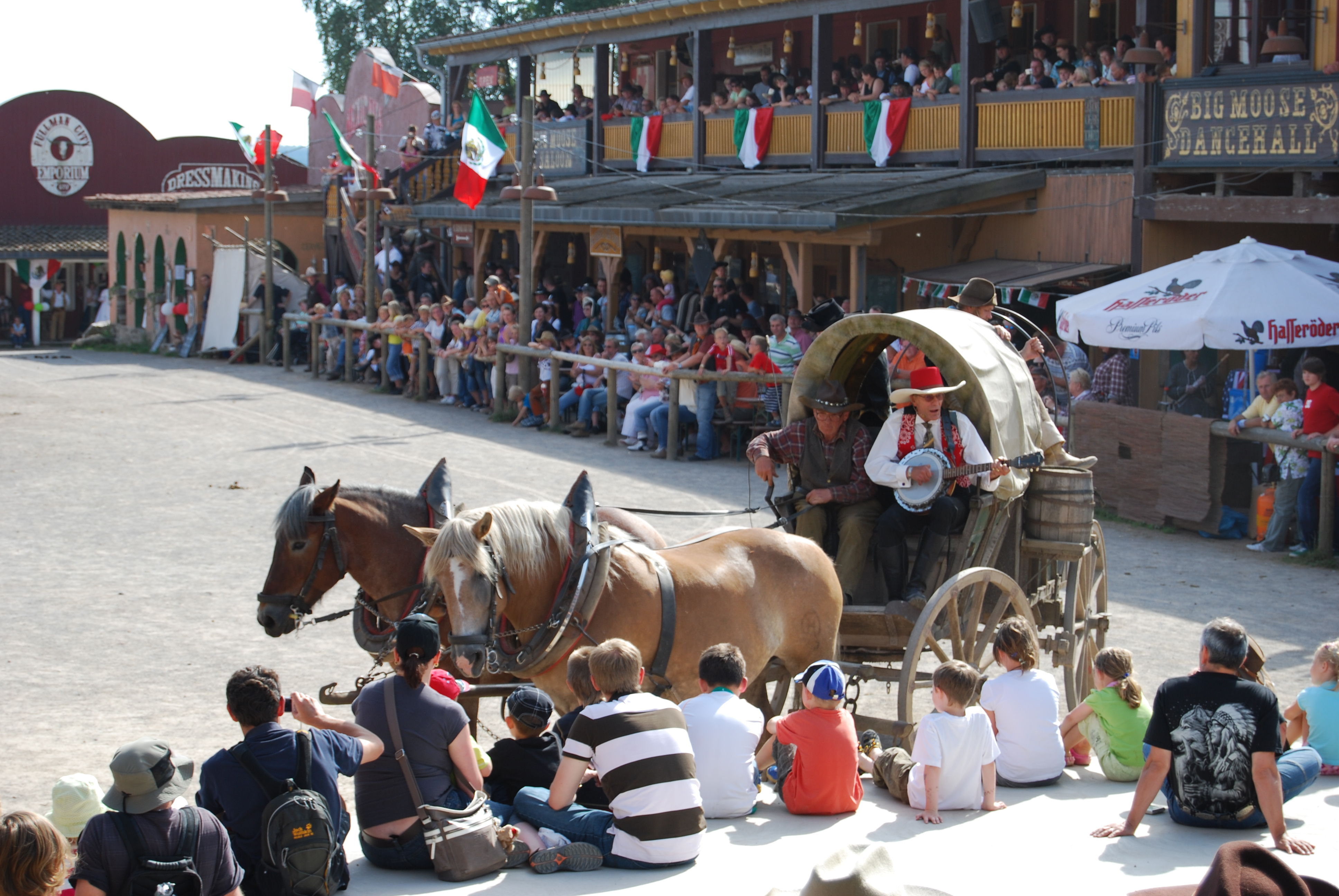
In der Pullman City Harz

Der Schwerpunkt der Unterhaltung liegt auf familienfreundlichen Shows sowie Unterhaltungsangeboten mit Anleihen aus der amerikanischen Geschichte, z. B. Goldschürfen, Reiten oder Bogenschießen. Täglich finden mehrere dieser Shows statt, Hauptevent ist die große Wildwest-Show auf der Main Street zur Geschichte der USA im 19. Jahrhundert.

## Events
Geographisch zentral in Deutschland gelegen, finden über das Jahr verteilt verschiedene Events und Treffen statt, die keinen Bezug zur Zeit des wilden Westens, häufig jedoch zu Nordamerika aufweisen. Dazu zählen Treffen von Bikern, klassischen amerikanischen Autos und Ultraleichtflugzeugen.

## Tiere
Integraler Bestandteil des Parks sind verschiedene Tiere. Insbesondere Pferde werden in mehreren Shows und zum Reiten für die Gäste genutzt. Daneben befinden sich Bisons, Texas-Longhorn-Rinder und Ziegen auf dem Gelände.